# Pierre Dørge
Pierre Dørge (født 28. februar 1946 i København) er en dansk guitarist, komponist, orkesterleder og musikmager. Han er blandt andet kendt for jazzgruppen New Jungle Orchestra, der var statsensemble fra 1993-1996.

## Karriere
Dørge havde bassisten Erik Moseholm som lærer i skolen, og siden blev saxofonisten John Tchicai en anden afgørende inspiration for Dørges udvikling. Dørge dannede allerede som 14-årig sin egen gruppe, Copenhagen Jazz Quintet, og har siden dels spillet med vidt forskellige grupper som Leonardo Pedersens Jazzkapel, Cadentia Nova Danica, John Tchicais Kvartet, C M Musictrain, Hos Anna, Totalpetroleum og Svend Asmussens String Swing, og har selv haft en lang række forskellige orkestre: Padderok, Tubaba Troup, Thermænius og New Jungle Orchestra.
I 1980 dannede Dørge New Jungle Orchestra, som har levet siden og spillet i over 50 lande i verden. Gruppen var i perioden 1993-96 statsensemble og fulgte Dronningen på flere rejser rundt i verden. Pierre Dørge & New Jungle Orchestra har gennem årene haft en række store musikere og sangere som gæstesolister, og orkestret har spillet på nogle af de de fineste og største festivaler og klubber i verden. Sideløbende har Dørge turneret med trioen Dørge-Becker-Carlsen med Dørges hustru, Irene Becker, på tangenter og Morten Carlsen på taragot og saxofon.
Pierre Dørge blander Duke Ellington-musik fra 1920'erne med dansk musiktradition og stærk afrikansk rytmik. Som guitarist har Dørge både taget til sig fra jazzen, rocken og den afrikanske musik og har derigennem udviklet en stærk personlig solospillestil. Gennem årene har Dørge haft en stor interesse for europæisk kompositionsmusik og har i forbindelse hermed arbejdet sammen med bl.a. dirigenten Bo Holten, og korene Ars Nova Copenhagen og Atelas. Pierre Dørge har også komponeret musik til en række teaterforestillinger og film og har i perioder arbejdet tæt sammen med teatermageren Peter Langdal.
New Jungle Orchestra (8-12 musikere) har også ladet sig inspirere på alle de mange rejser, orkestret har haft til bl.a. Bali, Kina, Indien, Grønland, Vietnam og Sibirien.
Pierre Dørge har modtaget en række priser for sin musik: JASA-prisen (1986), DJBFA's Hæderspris (1987), Statens Kunstfonds livsvarige ydelse (1998), H.C. Lumbye-prisen (2000), Ridder af Dannebrog og Django d'Or-prisen (The bandleader of Excellence) (2002), ligesom han har været nomineret til Nordisk Råds Musikpris (2003).

## Diskografi i udvalg
- John Tchicai & Cadentia Nova Danica: Afrodiciaca (1969)
- Carsten Meinert: CM Musictrain (1970)
- John Tchicai Trio med NHØP: Real Tchicai (1977)
- Pierre Dørge & Walt Dickerson: Landscape with Open Door (1978)
- Thermænius: Live (1979)
- Pierre Dørge Quartet med John Tchicai, NHØP & Billy Hart: Ballad Round the Left Corner (1979)
- David Murray & Pierre Dørge’s New Jungle Orchestra: The Jazzpar Prize (1991)
- Dørge-Becker-Carlsen: The Skagen Concert (2007)

Med Pierre Dørge & New Jungle Orchestra
- Pierre Dørge & New Jungle Orchestra (1982)
- Brikama (1984)
- Even the Moon Is Dancing (1985)
- Carlsen feat. Marilyn Mazur: Canoe (1986)
- Johnny Lives (1987)
- Different Places - Different Bananas (1988)
- Peer Gynt (1989)
- Live in Chicago (1990)
- Absurd Bird (1994)
- Music from the Danish Jungle (1995)
- China Jungle (1997)
- Giraf, November-December (1998)
- Live at Birdland (1999)
- Zig Zag Zimfoni (2000)
- Negra Tigra (2001)
- Dancing Cheek to Cheek (2003)
- Jazz Is Like Bananas (2007)
- Whispering Elephants (2008)
- At The Royal Playhouse (2008)
- Pierre Dørge Presents NJO (2010)
- Sketches of India (2011)

## Videodokumentationer med Pierre Dørge
Film om New Jungle Orchestra:
- "Bandleader" - VHS (instr. Frederik von Krusenstjerne) (1996)
- "Pierre Dørge & New Jungle Orchestra" DVD (Filmforsyningen) (2007)

## Galleri
Fotos: Hreinn Gudlaugsson